# Coscineuscelus cribrarius
Coscineuscelus cribrarius es una especie de coleóptero de la familia Attelabidae.

## Distribución geográfica
Habita en la República Dominicana y Cuba.